# العنصرية في أوروبا
العنصرية في أوروبا مصطلح يشير إلى مظاهر عنصرية بدول قارة أوروبا، والعنصرية لا تختص بمكان أو زمان، وبالرغم من إدانتها من أغلب دول العالم حيث وقَّعَت 170 دولة على الاتفاقية الدولية للقضاء على جميع أشكال التمييز العنصري إلا أنه يمكن القول بأنها توجد بأشكال مختلفة في كل بلد على ظهر الأرض.
وتختلف أشكال العنصرية من مكان لآخر وفق أسباب تاريخية أو ثقافية أو دينية أو اقتصادية.
ويمكن تعريف العنصرية بطرق مختلفة، لكن يتفق الجميع على أن العنصرية هي شعور يبديه الشخص تجاه شخص أو فئة معينة من الناس على أساس انتمائهم العرقي أو الديني أو الإثني وكثيرا ما يكون هذا الشعور مصحوبا بكره أو عداء. ويمكن أن يمتد ذلك الشعور إلى أبعد من ذلك فيصل إلى تعامل أو تصرفات عنصرية، كاستعمال العنف أو الإكراه أو المنع من حق ما.
يعتقد الأوروبيون أن التمييز على أساس الأصل العرقي هو الشكل الأكثر شيوعا من التمييز في أوروبا، وفق ما ورد عام 2007 في الدراسات الاستقصائية التي أجرتها المفوضية الأوروبية والمسماة يوروباروميتر.
في 2 مارس 2022، نشر المرصد الأورومتوسطي لحقوق الإنسان تقريرًا كشف فيه عن عنصرية الموقف الأوروبي والإعلام الغربي مع قضية اللاجئين الأوكرانيين التي اتسمت بالمرونة على النقيض من السياسات المُتبعة مع طالبي اللجوء القادمين من الشرق الأوسط وشمال أفريقيا. حيث تحدث التقرير عن تعامل حرس الحدود الأوروبي مع اللاجئين على أساس العرق واللون والدين. علاوة على ذلك، كشفت عدة صُحف وقنوات إخبارية دولية عن عنصرية الغرب في تغطية الأحداث في أوكرانيا بعبارات عنصرية تمييزية بحتة مُقارنة بأحداث دول الشرق الأوسط مثل العراق وسوريا وأفغانستان.

## بلغاريا
بالرغم من توقيع الرئيس البلغاري على اتفاقية الاتحاد الأوروبي لحماية الأقليات الوطنية، فقد وقعت أعمال عنصرية.
في عام 2011 أعلن حزب برلماني يدعى "Ataka" نفسه حزبا قوميا، وقام بمهاجمة مسجد في وسط مدينة صوفيا خلال صلاة الجمعة. وفي عام 2013 تم التحقيق مع واحد من قادة حزب قومي آخر (VMRO) بسبب دعوته الناس إلى تسليح أنفسهم ضد المهاجرين. ووقع ما لا يقل عن 6 جرائم عنصرية خلال عشرة أيام.
تم إنشاء حزب جديد باسم «الحزب الوطني البلغاري»، واتحاد حليقي الرؤوس، و«الدم والشرف»، و«المقاومة الوطنية»، وكلها حركات عنصرية. مما دفع نحو 112 من المثقفين للتوقيع على عريضة إلى المدعي العام لعدم تسجيل تلك الحركات العنصرية.

## الدنمارك
انتقدت منظمة العفو الدولية تحفز شرطة مكافحة المخدرات ضد المواطنين الأجانب، حيث اشتكى عدد من السياح تعرضهم للضرب ومضايقات من قبل الموظفين في السجن. وفيما يتعلق بحرب العصابات التي تحدث في الدنمارك، فقد وجهت انتقادات للقانون الذي يقضي بترحيل المتهمين غير الدانماركين. كما انتقدت دول خارج أوروبا الدنمارك بسبب الرسوم الكاريكاتورية المسيئة للنبي محمد التي تم نشرها في صحيفة دنماركية.

## فرنسا
يدعي زعماء اليهود الروحيين في فرنسا تزايد ملحوظ للسلوك المعادي للسامية في البلاد، وتحديداً بين المسلمين من أصول عربية أو أمازيغية. من جهة أخرى، اتهم عدد من المفكرين اليهود أمثال إريك زمور وإيزابيث ليفي بالعنصرية.
أصدر مجلس اللجنة الأوروبية لمكافحة العنصرية والتعصب في 1998 تقريراً تحدث به عن مخاوف عن نشاطات عنصرية في فرنسا، واتهم السلطات الفرنسية بعدم قيامها بإجراءات كافية لضمان القضاء على هذه النشاطات. أبدى التقرير، بالإضافة إلى منظمات حقوقية أخرى، تخوفاً وقلقاً من بزوغ نجم منظمات يمينة مثل حزب الجبهة الوطنية النازي.
وعلى الصعيد الشعبي، فقد رصدت عدة استطلاعات تزايد في الأراء المعادية للمهاجرين والتي تعتبرهم ضرراً إما على الاقتصاد أو الأمن للدولة الفرنسية. هذه الأراء تشمل المهاجرين من وسط أوروبا والأفارقة وأيضاً اليهود.

## سلوفينيا
في سلوفينيا يعتبر الغجر هدفا رئيسيا للعنصريين السلوفينيين في القرن الـ21 لكونهم مختلفين عن باقي السكان

## السويد
أسست السويد عام 1922 «معهد الدولة لعلم الأحياء العرقي» (بالسويدية: Statens institut för rasbiologi). أوصى المعهد بإجراء تعقيم قسري على جميع الأشخاص المعاقين جسدياً والمصابين باضطرابات نفسية والمثليين جنسياً والأقليات الإثنية وهو ممارسة سمح بها القانون السويدي حتى عام 1975.
نقل راديو السويد عن وجود نزعة إحصائية مالت إلى تعرض المهاجرين إلى عقوبات أشد من المواطنين السويديين عند ارتكاب جريمة القيادة تحت تأثير الكحول، فحوالي أكثر من 50% م من الأشخاص الذي كانوا مهاجرين أجانب إلى السجن ممن ارتكبوا جرم القيادة تحت تأثير الكحول، أمَّا من المواطنين السويديين فلم يحول إلى السجن من سكان البلد الأصليين سوى أقل من 30% ممن ارتكبوا نفس الجرم بالمقارنة مع ذات معدلات الكحول في الدم.
وقعت في عام 2012 حادثة مثيرة للجدل حينما وصفت الجمعية الأفريقية السويدية وزيرة الثقافة السويدية حينذاك لينا أديلسون ليلليروث بـ«العنصرية» لأنها قامت بتقطيع كعكة تشبه في شكلها امرأة أفريقية عارية. ولكن المفارقة كانت أن الكعكة صنعها فنان سويدي من أصول أفريقية.

## تركيا
في تركيا، توجد مظاهر من العنصرية والتمييز العرقي في مجتمعها وطوال تاريخها، وهذا التمييز العنصري والتمييز العرقي هو أيضاً مؤسسي ضد الأقليات غير المسلمة وغير السنية. ويظهر بشكل رئيسي في شكل مواقف وتصرفات سلبية من قبل الأتراك تجاه الأشخاص الذين لا يعتبرون عرقياً أتراكاً. هذا التمييز هو في الغالب تجاه الأقليات العرقية غير التركية مثل الأرمن والأشوريين واليونانيين والأكراد واليهود والزازا، وكذلك العداء تجاه الأقليات الإسلامية مثل العلويين والصوفيين والشيعة.